# Kulstötning för herrar i friidrott vid olympiska sommarspelen 2004
Kulstötning för herrar vid Olympiska sommarspelen 2004 avgjordes vid Olympias antika stadion den 18 augusti.

## Medaljörer
| Gren        | Guld            | Guld    | Silver                   | Silver  | Brons                   | Brons   |
| Kulstötning | Adam Nelson USA | 21,16 m | Joachim B. Olsen Danmark | 21,07 m | Manuel Martínez Spanien | 20,84 m |

## Resultat

### Kval
q = Kvalificerad för final

#### Grupp A
| Placering | Idrottare           | Nationalitet  | 1     | 2     | 3     | Resultat | Noteringar |
| --------- | ------------------- | ------------- | ----- | ----- | ----- | -------- | ---------- |
| 1         | Adam Nelson         | USA           | x     | 21.15 |       | 21.15    | Q          |
| 2         | Ralf Bartels        | Tyskland      | 20.65 |       |       | 20.65    | Q          |
| 3         | Jurij Bilonoh       | Ukraina       | 20.61 |       |       | 20.61    | Q          |
| 4         | Justin Anlezark     | Australien    | 18.53 | 20.45 |       | 20.45    | Q          |
| 5         | Andrej Michnevitj   | Belarus       | 20.10 | 20.11 | 20.09 | 20.11    | q          |
| 6         | Petr Stehlík        | Tjeckien      | x     | 19.74 | 20.06 | 20.06    | q          |
| 7         | Rutger Smith        | Nederländerna | 19.02 | 19.28 | 19.69 | 19.69    |            |
| 8         | Gheorghe Guşet      | Rumänien      | 19.42 | 19.26 | 19.68 | 19.68    |            |
| 9         | Ivan Jusjkov        | Ryssland      | 19.15 | 19.42 | 19.67 | 19.67    |            |
| 10        | Reese Hoffa         | USA           | 18.88 | x     | 19.40 | 19.40    |            |
| 11        | Pavel Tjumatjenko   | Ryssland      | 19.17 | 19.38 | x     | 19.38    |            |
| 12        | Ivan Emilianov      | Moldavien     | 18.83 | 18.92 | 19.25 | 19.25    |            |
| 13        | Taavi Peetre        | Estland       | 19.14 | 18.97 | x     | 19.14    |            |
| 14        | Antonín Žalský      | Tjeckien      | 18.93 | 19.09 | x     | 19.09    |            |
| 15        | Nedžad Mulabegović  | Kroatien      | x     | 18.86 | 19.07 | 19.07    |            |
| 16        | Detlef Bock         | Tyskland      | 18.40 | 18.89 | x     | 18.89    |            |
| 17        | Roman Virastjuk     | Ukraina       | 18.12 | 18.40 | 18.52 | 18.52    |            |
| 18        | Galin Kostadinov    | Bulgarien     | 17.75 | 17.51 | 17.47 | 17.75    |            |
|           | Marco Antonio Verni | Chile         | x     | x     | x     | NM       |            |
|           | Bahadur Singh       | Indien        | x     | x     | x     | NM       |            |

#### Grupp B
| Placering | Idrottare                | Nationalitet           | 1     | 2     | 3     | Resultat | Noteringar |
| --------- | ------------------------ | ---------------------- | ----- | ----- | ----- | -------- | ---------- |
| 1         | Joachim B. Olsen         | Danmark                | 20.78 |       |       | 20.78    | Q          |
| 2         | John Godina              | USA                    | 19.73 | 20.53 |       | 20.53    | Q          |
| 3         | Manuel Martínez          | Spanien                | 19.15 | 19.54 | 20.37 | 20.37    | q          |
| 4         | Mikuláš Konopka          | Slovakien              | 20.32 | 20.20 | x     | 20.32    | q          |
| 5         | Jurj Bialou              | Belarus                | x     | x     | 20.06 | 20.06    | q          |
| 6         | Miran Vodovnik           | Slovenien              | 18.83 | 20.04 | x     | 20.04    | q          |
| 7         | Tepa Reinikainen         | Finland                | 18.27 | 19.71 | 19.74 | 19.74    |            |
| 8         | Pavel Lyzhyn             | Belarus                | x     | x     | 19.60 | 19.60    |            |
| 9         | Tomasz Majewski          | Polen                  | 19.55 | 19.07 | x     | 19.55    |            |
| 10        | Ville Tiisanoja          | Finland                | 19.28 | 19.50 | x     | 19.50    |            |
| 11        | Brad Snyder              | Kanada                 | 19.36 | 19.46 | x     | 19.46    |            |
| 12        | Janus Robberts           | Sydafrika              | 19.41 | x     | x     | 19.41    |            |
| 13        | Zsolt Biber              | Ungern                 | 19.31 | x     | x     | 19.31    |            |
| 14        | Peter Sack               | Tyskland               | 19.09 | 17.91 | x     | 19.09    |            |
| 15        | Khalid Habash Al-Suwaidi | Qatar                  | x     | x     | 19.04 | 19.04    |            |
| 16        | Pavel Sofin              | Ryssland               | 18.78 | 19.02 | x     | 19.02    |            |
| 17        | Dragan Perić             | Serbien och Montenegro | 18.91 | 18.79 | 18.74 | 18.91    |            |
| 18        | Burger Lambrechts        | Sydafrika              | 18.67 | 18.63 | x     | 18.67    |            |
| 19        | Edis Elkasević           | Kroatien               | 17.54 | 18.44 | x     | 18.44    |            |

### Final
| Placering | Idrottare               | Försök | Försök | Försök | Försök | Försök | Försök | Längd   | Noteringar |
| Placering | Idrottare               | 1      | 2      | 3      | 4      | 5      | 6      | Längd   | Noteringar |
| --------- | ----------------------- | ------ | ------ | ------ | ------ | ------ | ------ | ------- | ---------- |
| 1         | Jurij Bilonoh (UKR)     | 21.15  | 21.15  | 21.07  | x      | x      | 21.16  | 21.16 m | SB         |
| 2         | Adam Nelson (USA)       | 21.16  | x      | x      | x      | x      | x      | 21.16 m |            |
| 3         | Joachim B. Olsen (DEN)  | 20.47  | 20.48  | 21.07  | 20.78  | x      | x      | 21.07 m |            |
| 4         | Manuel Martínez (ESP)   | 20.70  | 20.21  | 20.48  | 20.78  | 20.84  | x      | 20.84 m |            |
| 5         | Andrej Michnevitj (BLR) | 19.41  | 20.51  | x      | x      | 20.60  | x      | 20.60 m |            |
| 6         | Jurij Belov (BLR)       | 20.34  | 20.33  | x      | x      | x      | 19.88  | 20.34 m |            |
| 7         | Justin Anlezark (AUS)   | 20.07  | x      | 20.31  | x      | x      | x      | 20.31 m |            |
| 8         | Ralf Bartels (GER)      | 20.26  | x      | x      | 20.07  | x      | 20.00  | 20.26 m |            |
|           |                         |        |        |        |        |        |        |         |            |
| 9         | John Godina (USA)       | x      | x      | 20.19  |        |        |        | 20.19 m |            |
| 10        | Mikuláš Konopka (SVK)   | x      | 19.92  | 19.91  |        |        |        | 19.92 m |            |
| 11        | Miran Vodovnik (SLO)    | 19.34  | 18.93  | x      |        |        |        | 19.34 m |            |
| 12        | Petr Stehlík (CZE)      | 18.72  | x      | 19.21  |        |        |        | 19.21 m |            |

## Rekord
| Typ              | Rekord  | Rekordinnehavare     | Datum             | Plats            |
| ---------------- | ------- | -------------------- | ----------------- | ---------------- |
| Världsrekord     | 23,12 m | Randy Barnes, USA    | 20 maj 1990       | Westwood, USA    |
| Olympiskt rekord | 22,47 m | Ulf Timmerman, GDR   | 23 september 1988 | Seoul, Sydkorea  |
| Europarekord     | 23,06 m | Ulf Timmerman, GDR   | 22 maj 1988       | Khanía, Grekland |
| Nordiskt rekord  | 21,69 m | Reijo Ståhlberg, FIN | 5 maj 1979        | Fresno, USA      |
| Svenskt rekord   | 21,33 m | Hans Höglund, SWE    | 6 juni 1975       | Provo, USA       |